# Симончелли, Стефано
Стефано Симончелли (итал. Stefano Simoncelli; 12 ноября 1946, Гроттаферрата, Италия — 20 марта 2013, Рим, Италия) — итальянский фехтовальщик, серебряный призёр летних Олимпийских игр в Монреале (1976).
В 1975 г. выиграл бронзовую медаль на чемпионате мира в Будапеште в командных соревнованиях рапиристов. На летних Олимпийских играх в Монреале (1976) в составе национальной сборной стал серебряным призёром в командном фехтовании на рапирах.
По окончании спортивной карьеры остался в спорте: работал менеджером, избирался вице-президентом итальянской федерации фехтования и техническим директором соревнований Frascati scherma. Его сын Лука и дочь Марта пошли по стопам отца и имели серьёзные успехи в национальных и международных турнирах.